# Simulium ludingens
Simulium ludingens es una especie de insecto del género Simulium, familia Simuliidae, orden Diptera.
Fue descrita científicamente por Chen, Zhang & Huang, 2005.